# Он је тај
Он је тај (енгл. He's All That) амерички је тинејџерски романтично-хумористички филм из 2021. године, редитеља Марка Вотерса, из сценарија Р. Лија Флеминга Млађег. Филм је родно замењен римејк филма Она је та (1999), што је пак модерна адаптација представе Пигмалион из 1913, аутора Џорџа Бернарда Шоа, и филма Моја лепа госпођице из 1964, аутора Џорџа Кјукора. Главне улоге играју Адисон Реј, Танер Бјукенан, Медисон Петис и Пејтон Мајер, као и Рејчел Ли Кук и Метју Лилард који су се појавили у филму Она је та, иако у различитим улогама.
Разговори за римејк филма Она је та из 1999. најављени су у септембру 2020, са Марком Вотерсом као редитељем, Р. Лијем Флемингом Млађим који би се вратио као сценариста филма, а Адисон Реј као глумицом. Снимање је почело у децембру 2020. године у Лос Анђелесу.
Светска премијера филма била је 25. августа 2021. у -у у Холивуду, пре него што је издат 27. августа 2021. године на Netflix-у. Филм је добио негативне критике критичара.

## Радња
Паџет Сојер је инфлуенсерка на Instagram-у, у последњој години средње школе, која живи са разведеном мајком, локалном медицинском сестром, мада се претвара да живи у богатом стану како би сакрила своје стварне услове живота од својих пратилаца и спонзора. Једног дана, Паџет открива да ју је њен дечко, колега инфлуенсер и амбициозни хип хоп извођач, Џордан бан Дранен, откачио због резервне плесачице, а потпуно је понижена јер је испад снимљен у уживо-преносу, због чега је изгубила пратиоце и спонзорске уговоре. Да би се искупила, прихвата изазов да од најмање популарног дечака у школи, Камерова Квелера, асоцијалног ученика фотографије, направи краља матуре. Упркос његовој равнодушности према њој, Паџет наставља са изазовом. Информације о њему добија од његове млађе сестре Брин, а да би се зближила, почиње да похађа ласове јахања код њега. Временом, држећи се изазова, Паџет почиње да се све више повезује с Камероном и открива да су он и његова млађа сестра изгубили мајку пре неколико година и да живе са баком док њихов отац живи у Шведској. Паџет мења Камеронов изглед и одећу, док покушава да прошири његове друштвене интеракције на забави њене пријатељице Квин, где је спашава од трпљења понижења када се Џордан појави са својом новом девојком.
На рођенданској прослави Паџетине пријатељице, Олден, у стилу филма Велики Гетсби, Камерон се потуче са Џорданом након што је открио да је Џордан покушао да има секс са Брин, а камера његове мајке је упропаштена у том процесу, због чега напушта забаву у бесу упркос Паџетиним покушајима да га утеши, изазивајући њено жаљење што је извршила опкладу, али она не одустаје од изазова. Следећег дана, Олден се окреће против Паџет и открива њену заверу да постане краљица матуре заједно са Џорданом, откривајући право лице и да је она одговорна за Паџетин испад. Паџет почиње да се заљубљује у Камерона, али се плаши да изрази своја осећања након што га је пољубила. Када Брин сазна да је Паџет пољубила Камерона, она му саветује да је пита да му буде пратиља на матурској вечери. У покушају да осигура Паџетин губитак, Олден излаже изазов који је направила са Паџет, што љути Камерона. На дан матурске вечери, Паџетина мајка жели да она и даље оде и говори јој да буде оно што јесте.
Камерон одбија да иде на матурску забаву, али Брин, схвативши да се њен старији брат први пут смешио откад им је умрла мајка, а Паџет ушла у његов живот, наговара га да оде. Он се не појављује и Паџет одбија њену улогу краљице матуре. Паџет се тада састаје са Камероном испред школе каји јаше на коњу и пољуби га након извињења. Камерон јој опрашта и филм се завршава тако што Паџет и Камерон јашу на коњима.

## Улоге
- Адисон Реј као Паџет Сојер
- Танер Бјукенан као Камерон Квелер
- Медисон Петис као Олден
- Рејчел Ли Кук као Ана Сојер
- Метју Лилард[4] као директор Бош
- Пејтон Мајер као Џордан ван Дранен
- Мира Молој као Квин
- Изабела Кровети као Брин Квелер
- Ени Џејкоб као Ниша Мендјам
- Ендру Матарацо као Логан, Џорданов пријатељ
- Ванеса Дубасо као Анистон
- Брајан Торес као ученик хемије/конобар
- Ромел де Силва као Себастијан Ву
- Доминик Гудман као Трек, Џорданов пријатељ
- Рајан Холис као Олденин отац
- Тифани Сајмон као ученица хемије
- Кортни Кардашијан[5] као Џесика Мајлс Торес

## Продукција
У септембру 2020, Miramax је најавио родно замењен римејк филма Она је та из 1999. године насловљен Он је тај, са Марком Вотерсом као редитељем, оригиналним сценаристом Р. Лијем Флемингом Млађим као писцем, а Адисон Реј као глумицом. Улогу је такође добио Танер Бјукенан, заједно са Миром Молој, Медисон Петис, Пејтоном Мајером, Изабелом Корвети и Ени Џејкоб.
У децембру 2020, Рејчел Ли Кук придружила се глумачкој екипи како би приказала мајку Рејиног лика. Потврђено је да Кукин лик није повезан са њеним оригиналним ликом. Такође су се придружили Ендру Матарацо, Ванеса Дубасо, Брајан Торес, Ромел де Силва, Доминик Гудман, Рајан Холис и Тифани Сајмон.
Снимање се одвијало у Лос Анђелесу у децембру 2020. Град је критикован због његове одлуке да затвори полигон за тестирање на ковид 19 како би се сместили филмаџије. Одлука је поништена и место тестирања је могло да настави са радом током снимања. У августу 2021, песму „Kiss Me” обрадила је Син за саундтрек филма.

## Издање
Премијера филма била је 25. августа 2021. у -у у Холивуду, пре него што је издат 27. августа 2021. године на -у.

## Пријем
Према агрегатору рецензија Rotten Tomatoes-у, 33% од 36 критика је позитивно, са просечном оценом 3,9/10. Консензус критичара веб-сајта је гласио: „Узнемирен недостатком хемије међу глумцима, Он је тај открива бројне могућности да побољша свој изворни материјал замењен родом.” На Metacritic-у, другом агрегатору, филм има просечну оцену од 34 од 100 на основу 17 критичара, што указује на „генерално неповољне критике”.